# Taruna e Massalata
Taruna e Massalata (em árabe: ترهونة و مسلاب; romaniz.: Tarhuna Wa Msalata) foi um distrito da Líbia. Foi criado em 1998, com a fusão entre o distrito de Taruna e o território de Massalata, que igualmente já era distrito, mas com a reforma administrativa mais recente foi incorporado ao distrito de Murgube. Segundo censo de 2001, havia 229 593 residentes. Ele fazia divisa com Tajura e Arba a norte, Murgube a nordeste, Misurata a leste, Bani Ualide a sul, Mizda e Gariã a sudoeste, Jafara a oeste e  Trípoli a noroeste.